# Incredimail
Incredimail este un client de poștă electronică dezvoltat pentru sistemele de operare Microsoft Windows.Acest client de poștă electronică oferă posibilitatea de a adăuga în fond,Ecard,Sunete,Animații,efecte 3D,Emoticons.

## Limbi de sprijin
IncrediMail este oferit în 12 limbi:engleză,germană,franceză,spaniolă,portugheză,italiană,olandeză,suedeză,chineză tradițională,chineză simplificată și japoneză.